# Damenflor
Damenflor (Flor: veraltet für „Blüte“; aus dem lat. flos, „Blüte“) bezeichnete im Bereich der Studentenverbindungen alle Damen, die regelmäßig als Gäste auf den Veranstaltungen einer Verbindung auftreten. Dies umfasst größtenteils Freundinnen/Frauen/Schwestern der Mitglieder, Töchter Alter Herren, sowie seltener einfach nur Gäste. Der Begriff wird heutzutage selten benutzt. In der Zeit vor Auflösung aller Verbindungen 1936 und nach dem Zweiten Weltkrieg, als sich viele Verbindungen wiedergründeten, war dieser Begriff gebräuchlicher. Üblich war es auch, dass der Damenflor einen eigenen Vorstand besaß und ein eigenes Semesterprogramm herausgab. Bei einigen Verbindungen pflegte der Consenior eine sogenannte Damenliste, um gezielt Einladungen zu einem Damenessen oder zum Ball zu verteilen.
Heutzutage ziehen es Frauen mit korporativen Ambitionen meist vor, einer Damenverbindung oder einer gemischten Studentenverbindung beizutreten. Der Begriff wird daher als abwertend empfunden, da er suggeriert, Frauen seien Beiwerk und Ausschmückung zu Veranstaltungen.